# Quentin Reynaud
Pour les articles homonymes, voir Reynaud.
Quentin Reynaud est réalisateur, scénariste et acteur français né le 24 novembre 1982 à Bordeaux.

## Biographie
Quentin Reynaud nait à Bordeaux le 24 novembre 1982.
Il suit des cours de comédie chez Nicky Nancels/Atina Production et au cours Florent (sous la direction de Benoît Guibert), il a également fréquenté les compagnie d'arts dramatiques Talma (sous la direction de Marcel Bouillon) et Groupe 33 (sous la direction de Jacques Albert-Canque). Il joue dans plusieurs théâtres avec ces compagnies,,.
En 2010, il crée sa société de production, Building Films. La même année, il écrit réalise son premier court métrage Course en sac avec Arthur Delaire. Les deux hommes coréalisent l'année suivante un autre court, Demain c'est la fin du monde. En 2011, il tient un petit rôle dans le film La Permission de minuit de Delphine Gleize.
Il collabore ensuite à nouveau avec Arthur Delaire. Ils réalisent pour leur premier long métrage, la comédie dramatique Paris-Willouby, qui sort en 2015. Ils y dirigent notamment Isabelle Carré, Stéphane De Groodt et Alex Lutz. Le film reçoit des critiques plutôt négatives et un échec au box-office (seulement 78 523 entrées en France),.
C'est seul qu'il réalise son second long métrage, Cinquième Set, un film sur le tennis en partie inspiré de sa propre expérience (il a notamment été classé 2/6). Il y dirige à nouveau Alex Lutz, ainsi qu'Ana Girardot ou encore Kristin Scott Thomas. Pour ce film, il bénéficie du soutien de la Fédération française de tennis et est autorisé à tourner sur un court du stade Roland-Garros, une première pour un long métrage,. Cinquième Set est présenté en avant-première au festival du film francophone d'Angoulême 2020, puis hors compétition au festival du film de Zurich et sort en juin 2021 en France à la suite des confinements liés au Covid-19,.

## Filmographie
Sauf indication contraire, les informations mentionnées dans cette section peuvent être confirmées par la base de données cinématographiques IMDb,  présente dans la section « Liens externes ».

### Réalisateur et scénariste
- 2010 : Course en sac (court métrage) (coréalisé par Arthur Delaire)
- 2011 : Demain c'est la fin du monde (court métrage) (coréalisé par Arthur Delaire)
- 2015 : Paris-Willouby (coréalisé par Arthur Delaire)
- 2020 : Cinquième Set
- 2022 : En plein feu

### Acteur
- 2011 : La Permission de minuit de Delphine Gleize : la fiancé de Mathilde
- 2015 : Paris-Willouby de lui-même et Arthur Delaire : le jeune policier
- 2020 : Cinquième Set de lui-même : J. B.